# Mortágua FC
Der Mortágua Futebol Clube ist ein portugiesischer Fußballverein aus Mortágua.

## Geschichte und Hintergrund
Der Mortágua FC wurde 1937 gegründet und spielte zunächst nur im regionalen Ligabereich, ehe er Ende der 1960er in die Terceira Divisão aufstieg. Zwischenzeitlich wieder in den Distriktbereich abgestiegen, spielte die Mannschaft dort bis 1974. Erst 1988 gelang die Rückkehr in die Drittklassigkeit. Zwei Jahre später blieb der Klub in der Terceira Divisão, als diese nach der Einführung der Segunda Divisão de Honra als neuer zweiten Spielklasse zurückgestuft wurde. 1995 folgte der erneute Gang in den regionalen Distriktfußball.
2012 kehrte der Mortágua FC für eine Spielzeit in den überregionalen Ligabereich zurück. Nach einer erneuten zwischenzeitlichen Ligareform stieg die Mannschaft 2014 in die drittklassige Campeonato Nacional de Seniore auf, wo sie sich bis zum erneuten Abstieg 2018 vier Spielzeiten hielt. 2020 schaffte sie den Wiederaufstieg, belegte aber gemeinsam mit CD Carapinheirense und CD Alcains sowie dem vorzeitig aus dem Spielbetrieb ausgeschiedenen Grupo Recreativo Amigos da Paz einen der Abstiegsplätze in ihrer Staffel. Anschließend gelang der direkte Wiederaufstieg in die zwischenzeitlich durch die Einführung der Liga 3 zur vierten Liga zurückgestufte Spielklasse.
Seine Heimspiele trägt der Mortágua FC im Campo da Gandarada aus. Dieses bietet auf einer Sitzplatztribüne sowie Stehplätzen rund um das Spielfeld zirka 2000 Zuschauern Platz. 